# ساندرا كولتون
ساندرا كولتون (بالإنجليزية: Sandra Colton)‏ هي راقصة أمريكية، ولدت في 27 يوليو 1978.